# Recordes climáticos de Maria da Fé
Aqui são listados os recordes climáticos de Maria da Fé, município brasileiro no interior do estado de Minas Gerais considerado um dos mais frios do estado. As informações foram coletadas por estações meteorológicas do Instituto Nacional de Meteorologia (INMET), operante por períodos inconstantes entre maio de 1976 e dezembro de 2016.
Segundo dados do INMET, referentes aos períodos de 1976 a 2016 a atualmente, a menor temperatura registrada em Maria da Fé foi de −8,4 ºC, no dia 21 de julho de 1981. A máxima foi de 32,4 ºC, em 19 de janeiro de 2015, enquanto que a menor temperatura máxima foi de 10,8 ºC, ocorrida em 29 de junho de 1996. Já a maior temperatura mínima observada em um dia foi de 19,2 ºC, nos anos de 1996 e 2016. O menor índice de umidade relativa do ar foi de 15%, ocorrido nos dias 20 de agosto de 1985, enquanto que o maior acumulado de chuva registrado em 24 horas foi de 173,0 mm, em 3 de janeiro de 2000.

## Recordes

### INMET— até 2021
| Recordes climáticos de Maria da Fé — 1976 a 1984, 1986 a 1987, 1992 a 2001, 2003 a 2021 |                          |                          |                          |                          |                          |                          |                          |                          |                              |                              |                                       |                                       |
| Ano                                                                                     | Maior temperatura máxima | Maior temperatura máxima | Menor temperatura máxima | Menor temperatura máxima | Maior temperatura mínima | Maior temperatura mínima | Menor temperatura mínima | Menor temperatura mínima | Umidade relativa do ar mínim | Umidade relativa do ar mínim | Acumulado de chuva máximo em 24 horas | Acumulado de chuva máximo em 24 horas |
| Ano                                                                                     | Recorde                  | Dia                      | Recorde                  | Dia                      | Recorde                  | Dia                      | Recorde                  | Dia                      | Recorde                      | Dia                          | Recorde                               | Dia                                   |
| 1976                                                                                    | 27,5 ºC                  | 03/12                    | 10,9 ºC                  | 31/05                    | 13,8 ºC                  | 20/11                    | −4,2 ºC                  | 01/06                    | n/c                          | n/c                          | 73,0 mm                               | 04/07                                 |
| 1977                                                                                    | 29,7 ºC                  | 01/03                    | 14,3 ºC                  | 17/05                    | 14,2 ºC                  | 26/01                    | −5,2 ºC                  | 19/05                    | n/c                          | n/c                          | 63,0 mm                               | 19/01                                 |
| 1978                                                                                    | 29,9 ºC                  | 25/01                    | 12,9 ºC                  | 01/06                    | 14,8 ºC                  | 17/12                    | −8,0 ºC                  | 16/08                    | n/c                          | n/c                          | 75,2 mm                               | 22/01                                 |
| 1979                                                                                    | 29,1 ºC                  | 08/12                    | 13,9 ºC                  | 20/07                    | 16,4 ºC                  | 09/02                    | 0,2 ºC                   | 25/05                    | n/c                          | n/c                          | 92,6 mm                               | 21/01                                 |
| 1980                                                                                    | 30,1 ºC                  | 22/10                    | 14,3 ºC                  | 26/06                    | 16,4 ºC                  | 02/02                    | −3,0 ºC                  | 15/06                    | n/c                          | n/c                          | 82,9 mm                               | 02/12                                 |
| 1981                                                                                    | 29,7 ºC                  | 20/09                    | 11,7ºC                   | 07/07                    | 16,6 ºC                  | 04/11                    | −8,4 ºC                  | 21/07                    | n/c                          | n/c                          | 75,6 mm                               | 10/12                                 |
| 1982                                                                                    | 29,1 ºC                  | 04/11                    | 16,1 ºC                  | 25/05                    | 17,6 ºC                  | 23/12                    | 0,9 ºC                   | 31/07                    | n/c                          | n/c                          | 78,4 mm                               | 14/03                                 |
| 1983                                                                                    | 29,0 ºC                  | 15/12                    | 15,5 ºC                  | 04/08                    | 18,6 ºC                  | 05/03                    | −0,9 ºC                  | 05/08                    | 31%                          | 07/08                        | 63,8 mm                               | 06/09                                 |
| 1984                                                                                    | 30,9 ºC                  | 16/01                    | 18,2 ºC                  | 28/06                    | 18,2 ºC                  | 30/03                    | 2,3 ºC                   | 11/06                    | 28%                          | 13/08                        | 71,8 mm                               | 22/01                                 |
| 1986                                                                                    | 29,3 ºC                  | 18/10                    | 12,3 ºC                  | 23/07                    | 17,2 ºC                  | 13/01                    | −0,4 ºC                  | 04/06                    | 29%                          | 16/09                        | 89,8 mm                               | 27/12                                 |
| 1987                                                                                    | 29,8 ºC                  | 13/10                    | 13,7 ºC                  | 31/07                    | 18,2 ºC                  | 15/01                    | −1,7 ºC                  | 08/08                    | 24%                          | 11/10                        | 75,6 mm                               | 11/04                                 |
| 1992                                                                                    | 28,9 ºC                  | 18/02                    | 12,2 ºC                  | 08/07                    | 18,0 ºC                  | 30/01                    | 0,0 ºC                   | 10/08                    | 34%                          | 27/08                        | 66,6 mm                               | 03/11                                 |
| 1993                                                                                    | 30,7 ºC                  | 01/01                    | 13,6 ºC                  | 16/08                    | 18,2 ºC                  | 01/02                    | 1,1 ºC                   | 12/08                    | 23%                          | 29/11                        | 47,0 mm                               | 18/03                                 |
| 1994                                                                                    | 31,3 ºC                  | 03/10                    | 12,8 ºC                  | 09/07                    | 19,0 ºC                  | 18/11                    | −4,9 ºC                  | 10/07                    | 21%                          | 24/09                        | 85,8 mm                               | 23/12                                 |
| 1995                                                                                    | 30,1 ºC                  | 17/01                    | 13,0 ºC                  | 30/10                    | 18,2 ºC                  | 27/01                    | 2,3 ºC                   | 04/06                    | 21%                          | 11/09                        | 125,0 mm                              | 14/10                                 |
| 1996                                                                                    | 30,6 ºC                  | 31/01                    | 10,8 ºC                  | 29/06                    | 19,2 ºC                  | 27/12                    | 0,0 ºC                   | 31/07                    | 23%                          | 11/07                        | 71,6 mm                               | 02/01                                 |
| 1997                                                                                    | 32,4 ºC                  | 11/11                    | 13,2 ºC                  | 08/06                    | 18,0 ºC                  | 24/01                    | −2,3 ºC                  | 09/06                    | 23%                          | 27/08                        | 44,0 mm                               | 16/11                                 |
| 1998                                                                                    | 31,6 ºC                  | 05/02                    | 16,4 ºC                  | 25/06                    | 19,0 ºC                  | 11/02                    | 0,3 ºC                   | 08/06                    | 32%                          | 16/07                        | 96,0 mm                               | 15/12                                 |
| 1999                                                                                    | 32,4 ºC                  | 15/10                    | 13,0 ºC                  | 15/08                    | 18,6 ºC                  | 30/01                    | 0,3 ºC                   | 17/08                    | 21%                          | 04/11                        | 40,4 mm                               | 07/05                                 |
| 2000                                                                                    | 31,2 ºC                  | 13/10                    | 14,4 ºC                  | 16/07                    | 18,8 ºC                  | 05/02                    | −4,5 ºC                  | 18/07                    | 22%                          | 12/08                        | 173,0 mm                              | 03/01                                 |
| 2001                                                                                    | 31,0 ºC                  | 17/03                    | 15,0 ºC                  | 17/09                    | 17,4 ºC                  | 31/01                    | n/c                      | n/c                      | n/c                          | n/c                          | 62,3 mm                               | 16/12                                 |
| 2003                                                                                    | 32,0 ºC                  | 01/01                    | 16,9 ºC                  | 09/08                    | 18,8 ºC                  | 05/01                    | 0,3 ºC                   | 08/05                    | 22%                          | 24/09                        | 68,5 mm                               | 26/01                                 |
| 2004                                                                                    | 32,2 ºC                  | 25/09                    | 13,1 ºC                  | 19/07                    | 18,2 ºC                  | 06/02                    | −2,7 ºC                  | 24/07                    | 20%                          | 09/10                        | 82,2 mm                               | 16/05                                 |
| 2005                                                                                    | 30,6 ºC                  | 14/10                    | 14,9 ºC                  | 27/09                    | 18,4 ºC                  | 19/01                    | −0,5 ºC                  | 10/07                    | 30%                          | 29/08                        | 66,6 mm                               | 17/01                                 |
| 2006                                                                                    | 31,2 ºC                  | 24/01                    | 14,9 ºC                  | 31/07                    | 17,6 ºC                  | 25/02                    | −1,9 ºC                  | 05/05                    | 25%                          | 28/10                        | 103,4 mm                              | 26/11                                 |
| 2007                                                                                    | 32,6 ºC                  | 31/12                    | 15,1 ºC                  | 23/05                    | 18,6 ºC                  | 30/01                    | −2,9 ºC                  | 30/07                    | 28%                          | 11/10                        | 57,0 mm                               | 18/01                                 |
| 2008                                                                                    | 31,8 ºC                  | 16/10                    | 14,5 ºC                  | 01/06                    | 17,2 ºC                  | 12/01                    | −1,9 ºC                  | 14/07                    | 26%                          | 05/09                        | 84,2 mm                               | 17/03                                 |
| 2009                                                                                    | 30,6 ºC                  | 01/03                    | 14,3 ºC                  | 12/06                    | 18,8 ºC                  | 03/12                    | −2,5 ºC                  | 04/06                    | 26%                          | 14/08                        | 68,9 mm                               | 16/01                                 |
| 2010                                                                                    | 31,6 ºC                  | 05/02                    | 16,9 ºC                  | 05/06                    | 18,2 ºC                  | 03/12                    | −1,3 ºC                  | 17/08                    | 22%                          | 13/09                        | 71,9 mm                               | 07/03                                 |
| 2011                                                                                    | 32,0 ºC                  | 30/09                    | 14,9 ºC                  | 27/06                    | 18,8 ºC                  | 12/01                    | −3,7 ºC                  | 28/06                    | 20%                          | 06/09                        | 81,0 mm                               | 30/11                                 |
| 2012                                                                                    | 33,0 ºC                  | 30/10                    | 15,9 ºC                  | 18/07                    | 18,2 ºC                  | 10/02                    | −0,7 ºC                  | 14/07                    | 27%                          | 21/04                        | 55,6 mm                               | 02/01                                 |
| 2013                                                                                    | 31,8 ºC                  | 11/11                    | 12,1 ºC                  | 25/07                    | 18,4 ºC                  | 30/12                    | −0,7 ºC                  | 26/07                    | 19%                          | 13/09                        | 66,4 mm                               | 03/02                                 |
| 2014                                                                                    | 34,0 ºC                  | 15/10                    | 14,8 ºC                  | 15/08                    | 18,2 ºC                  | 25/11                    | −2,1 ºC                  | 07/08                    | 18%                          | 12/09                        | 73,4 mm                               | 20/12                                 |
| 2015                                                                                    | 32,4 ºC                  | 19/01                    | 15,0 ºC                  | 31/05                    | 18,6 ºC                  | 02/12                    | −1,3 ºC                  | 27/06                    | 25%                          | 13/04                        | 75,7 mm                               | 09/09                                 |
| 2016                                                                                    | 31,1 ºC                  | 19/10                    | 15,4 ºC                  | 12/06                    | 19°C                     | 15/01                    | −2,6 ºC                  | 18/07                    | 25%                          | 14/08                        | 83,5 mm                               | 16/01                                 |
| 2017                                                                                    | 30,7 ºC                  | 12/10                    |                          |                          |                          |                          | −0,8 ºC                  | 04/07                    |                              |                              |                                       |                                       |
| 2018                                                                                    | 29,6 ºC                  | 20/12                    |                          |                          |                          |                          | −0,3 ºC                  | 21/05                    |                              |                              |                                       |                                       |
| 2019                                                                                    | 30,2 ºC                  | 03/02                    |                          |                          |                          |                          | −2 ºC                    | 07/07                    |                              |                              |                                       |                                       |
| 2020                                                                                    | 32,1 ºC                  | 30/09                    |                          |                          |                          |                          | −1,7 ºC                  | 26/08                    |                              |                              |                                       |                                       |
| 2021                                                                                    | 31,4 ºC                  | 21/09                    | 12,9 ºC                  | 29/07                    | 17,7 ºC                  | 11/01                    | −5 ºC                    | 20/07                    |                              |                              |                                       |                                       |

Legenda
- Recordes de maiores temperaturas
- Recordes de menores temperaturas
- Recordes de menor índice de umidade do ar
- Recordes de precipitação
- n/c — informação não publicada ou inconsistente